# Semaeopus scripturata
Semaeopus scripturata là một loài bướm đêm trong họ Geometridae.